# Mulgi
Mulgi (in estone: Mulgi vald) è un comune rurale dell'Estonia meridionale nella contea di Viljandimaa. La sua popolazione è di 7 436 abitanti.

## Località
Il comune consta di 3 città: Abja-Paluoja, Karksi-Nuia, Mõisaküla; 2 borghi: Halliste, Õisu: svariati villaggi: Abja-Vanamõisa, Abjaku, Ainja, Allaste, Äriküla, Atika, Ereste, Hirmuküla, Hõbemäe, Kaarli, Kalvre, Kamara, Karksi, Kõvaküla, Kulla, Laatre, Lasari, Leeli, Lilli, Mäeküla, Maru, Metsaküla, Mõõnaste, Morna, Mulgi, Muri, Naistevalla, Niguli, Oti, Päidre, Päigiste, Pärsi, Penuja, Põlde, Polli, Pöögle, Pornuse, Räägu, Raamatu, Raja, Rimmu, Saate, Saksaküla, Sammaste, Sarja, Sudiste, Suuga, Tilla, Toosi, Tuhalaane, Ülemõisa, Umbsoo, Univere, Uue-Kariste, Vabamatsi, Vana-Kariste, Veelikse, Veskimäe.